# The Dwarves Come Clean
The Dwarves Come Clean è il settimo album di studio del gruppo punk statunitense Dwarves, pubblicato nel febbraio 2000 da Epitaph Records. È stato ripubblicato su picture disc nel luglio dello stesso anno su Cold Front Records.

## Tracce
1. How It's Done – 1:19
2. River City – 1:11
3. Over You – 2:41
4. Way Out – 1:30
5. Come Where The Flavor Is – 2:37
6. Deadly Eye – 2:30
7. Better Be Women – 2:35
8. I Want You to Die – 0:56
9. Johnny On The Spot – 1:35
10. Accelerator – 1:19
11. Act Like You Know – 1:49
12. Production Value – 1:21

## Crediti[3]
- Blag Dahlia - produttore, art director
- Bradley Cook - ingegneria del suono
- Bob Faust - fotografia
- Jesse Fischer 	art director
- Julie Hamer - assistente fotografo
- P. Holstein - fotografia
- Harper Hug - ingegneria del suono
- Michael Lavine - fotografia
- Nord - fotografia
- Eric Valentine - produttore, ingegneria del suono, missaggio
- Trevor Whatever - ingegneria del suono
- Mark Wheaton - ingegneria del suono
- J. Wille - fotografia
- Jodi Wille - fotografia